# Philadelphia Warriors 1955-1956
La stagione 1955-56 dei Philadelphia Warriors fu la 10ª nella NBA per la franchigia.
I Philadelphia Warriors vinsero la Eastern Division con un record di 45-27. Nei play-off vinsero la finale di division con i Syracuse Nationals (3-2), per vincere poi il titolo battendo nella finale NBA i Fort Wayne Pistons (4-1).

## Risultati
| Squadra               | V  | P  | %    | GB |
| --------------------- | -- | -- | ---- | -- |
| Philadelphia Warriors | 45 | 27 | 62,5 | -  |
| Boston Celtics        | 39 | 33 | 54,2 | 6  |
| New York Knicks       | 35 | 37 | 48,6 | 10 |
| Syracuse Nationals    | 35 | 37 | 48,6 | 10 |

## Roster
| \| Pos. \| Num. \| Naz. \| Nome \| Altezza \| Peso \| Data nascita \| Provenienza \| \| ---- \| ---- \| ---- \| --------------- \| ------- \| ----- \| ------------ \| ---------------------------- \| \| G/AP \| 11 \| \| Arizin, Paul \| 193 cm \| 86 kg \| 09-04-1928 \| Villanova \| \| G/AP \| 7 \| \| Beck, Ernie \| 193 cm \| 86 kg \| 11-12-1931 \| Pennsylvania \| \| A/C \| 12 \| \| Davis, Walt \| 203 cm \| 93 kg \| 05-01-1931 \| Texas A&M \| \| G \| 5 \| \| Dempsey, George \| 188 cm \| 86 kg \| 19-07-1929 \| King's College (NY) \| \| G \| 17 \| \| George, Jack \| 188 cm \| 86 kg \| 13-11-1928 \| La Salle \| \| G/AP \| 15 \| \| Gola, Tom \| 198 cm \| 93 kg \| 13-01-1933 \| La Salle \| \| A/C \| 9 \| \| Graboski, Joe \| 201 cm \| 88 kg \| 15-01-1930 \| Tuley High School (Illinois) \| \| G \| 4 \| \| Hennessy, Larry \| 191 cm \| 84 kg \| 20-05-1929 \| Villanova \| \| C \| 6 \| \| Johnston, Neil \| 203 cm \| 95 kg \| 04-02-1929 \| Ohio State \| \| A \| 14 \| \| Moore, Jackie \| 196 cm \| 82 kg \| 24-09-1932 \| La Salle \| \| G \| 25-7 \| \| Schafer, Bob \| 191 cm \| 88 kg \| 29-03-1933 \| Villanova \| | Allenatore - George Senesky Legenda - (C) Capitano - (FA) Free agent - (S) Sospeso - (TW) Contratto Two-way - (GL) Assegnato a squadra G League affiliata - Infortunato Roster • Transazioni · Ultima transazione: 30 aprile 1956 |                        |                 |         |       |              |                              |
| Pos. | Num. | Naz.                   | Nome            | Altezza | Peso  | Data nascita | Provenienza                  |
| G/AP | 11 | Stati Uniti (bandiera) | Arizin, Paul    | 193 cm  | 86 kg | 09-04-1928   | Villanova                    |
| G/AP | 7 | Stati Uniti (bandiera) | Beck, Ernie     | 193 cm  | 86 kg | 11-12-1931   | Pennsylvania                 |
| A/C | 12 | Stati Uniti (bandiera) | Davis, Walt     | 203 cm  | 93 kg | 05-01-1931   | Texas A&M                    |
| G | 5 | Stati Uniti (bandiera) | Dempsey, George | 188 cm  | 86 kg | 19-07-1929   | King's College (NY)          |
| G | 17 | Stati Uniti (bandiera) | George, Jack    | 188 cm  | 86 kg | 13-11-1928   | La Salle                     |
| G/AP | 15 | Stati Uniti (bandiera) | Gola, Tom       | 198 cm  | 93 kg | 13-01-1933   | La Salle                     |
| A/C | 9 | Stati Uniti (bandiera) | Graboski, Joe   | 201 cm  | 88 kg | 15-01-1930   | Tuley High School (Illinois) |
| G | 4 | Stati Uniti (bandiera) | Hennessy, Larry | 191 cm  | 84 kg | 20-05-1929   | Villanova                    |
| C | 6 | Stati Uniti (bandiera) | Johnston, Neil  | 203 cm  | 95 kg | 04-02-1929   | Ohio State                   |
| A | 14 | Stati Uniti (bandiera) | Moore, Jackie   | 196 cm  | 82 kg | 24-09-1932   | La Salle                     |
| G | 25-7 | Stati Uniti (bandiera) | Schafer, Bob    | 191 cm  | 88 kg | 29-03-1933   | Villanova                    |

## Staff tecnico
- Allenatore: George Senesky